# 吳亮 (萬曆進士)
吳亮（1562年—1624年），字采于，號嚴所，南直隸常州府武進縣民籍，宜興縣北渠里人，明朝政治人物。

## 生平
萬曆十九年（1591年）辛卯科應天鄉試第三名舉人，二十九年（1601年）中式辛丑科會試第五名，三甲第一名進士。授中書舍人，三十四年（1606年）任河南鄉試副考官，三十六年（1608年）升湖廣道監察御史，巡按宣大，三十八年（1610年）以擅自離任被論劾，天啟二年（1622年）謫福建布政使司都事，三年（1623年）升大理寺右寺丞，升大理寺少卿。素性刚直，不避权贵，诸所弹劾，靡不胆落。其参科臣喻安性曲护权奸一疏，时尤称快。居乡建义庄，设义学。伯父母早世，抚两遗孤如己出，为之经纪其产，人咸多之。常作毗陵人品記，以補唐鶴徵志所缺。又作《遯世編》以表微尚，而目名其集曰《止園》。

## 家族
曾祖吳禮，封南京戶部主事；祖父吳性，嘉靖十四年進士，尚寶司丞；伯父吳可行，嘉靖三十二年進士，翰林院檢討；父吳中行，隆慶五年進士，翰林院侍講學士。兄吳雍，弟吳玄（萬曆二十六年進士）、吳京、吳奕（萬曆三十八年進士）、吳亶（萬曆三十一年舉人）、吳褒。從兄吳宗儀（萬曆二十二年舉人），從弟吳宗因（萬曆十九年舉人）、吳宗奎（萬曆十九年舉人）、吳宗兗（萬曆二十八年舉人）、吳宗達（萬曆三十二年進士）。
子吳柔思（天啟二年進士）、吳恭思、吳毅思、吳簡思（崇禎四年進士）、吳剛思（崇禎十六年進士）、吳止思。